# Портедж (Індіана)
Портедж (англ. Portage) — місто (англ. city) в США, в окрузі Портер штату Індіана. Населення — 37 926 осіб (2020).

## Географія
Портедж розташований за координатами 41°35′30″ пн. ш. 87°10′44″ зх. д. / 41.59167° пн. ш. 87.17889° зх. д. (41.591614, -87.178938).  За даними Бюро перепису населення США в 2010 році місто мало площу 71,51 км², з яких 66,38 км² — суходіл та 5,14 км² — водойми.

## Демографія
Згідно з переписом 2010 року, у місті мешкало 36 828 осіб у 13 992 домогосподарствах у складі 9751 родини. Густота населення становила 515 осіб/км².  Було 14807 помешкань (207/км²).
Расовий склад населення:
| - 83,6 % — білих - 7,3 % — чорних або афроамериканців - 0,9 % — азіатів - 0,4 % — корінних американців - 5,2 % — осіб інших рас |

До двох чи більше рас належало 2,6 %. Частка іспаномовних становила 16,4 % від усіх жителів.
За віковим діапазоном населення розподілялося таким чином: 25,7 % — особи молодші 18 років, 62,2 % — особи у віці 18—64 років, 12,1 % — особи у віці 65 років та старші. Медіана віку мешканця становила 36,4 року. На 100 осіб жіночої статі у місті припадало 93,7 чоловіків;  на 100 жінок у віці від 18 років та старших — 90,3 чоловіків також старших 18 років.
Середній дохід на одне домашнє господарство  становив 62 068 доларів США (медіана — 53 730), а середній дохід на одну сім'ю — 69 057 доларів (медіана — 66 043). Медіана доходів становила 54 807 доларів для чоловіків та 33 685 доларів для жінок. За межею бідності перебувало 16,3 % осіб, у тому числі 25,8 % дітей у віці до 18 років та 8,9 % осіб у віці 65 років та старших.
Цивільне працевлаштоване населення становило 16 753 особи. Основні галузі зайнятості: освіта, охорона здоров'я та соціальна допомога — 23,0 %, виробництво — 18,9 %, мистецтво, розваги та відпочинок — 12,9 %, роздрібна торгівля — 11,2 %.